# 斯坎扎诺约尼科
斯坎扎诺约尼科（義大利語：Scanzano Jonico），是意大利马泰拉省的一个市镇。总面积71平方公里，人口7156人，人口密度100.8人/平方公里（2009年）。ISTAT代码为077031。